# Mellanspelet
Mellanspelet från 2002 är artisten Ken Rings tredje musikalbum med sedan tidigare osläppta låtar. Den såldes enbart via videobutiken i Hässelby Gård. 

## Spårlista
| Spår | Låttitel                | Producent(er)          | Medverkande gäst(er) | Tid   |
| ---- | ----------------------- | ---------------------- | -------------------- | ----- |
| 1    | Intro                   | Ken Ring & Rune Rotter |                      | 02:03 |
| 2    | Gatan                   | Ken Ring & Rune Rotter |                      | 03:16 |
| 3    | Knark                   | Ken Ring & Rune Rotter |                      | 04:03 |
| 4    | Min musik               | Ken Ring & Rune Rotter |                      | 03:06 |
| 5    | Ljuset för er           | Ken Ring & Rune Rotter | Levent               | 01:07 |
| 6    | Verklighetens öga       | Ken Ring & Rune Rotter |                      | 04:04 |
| 7    | Tummen upp              | Ken Ring & Rune Rotter |                      | 03:58 |
| 8    | What förort             | Ken Ring & Rune Rotter | Rastegar             | 04:07 |
| 9    | Fanya Mambo             | Ken Ring & Rune Rotter | K-Shaka              | 04:26 |
| 10   | Vet hur det är          | Soblue                 | Pappa & Alladin      | 03:57 |
| 11   | Inget mer jidder        | Ken Ring & Rune Rotter | Joel                 | 03:36 |
| 12   | Kaddo vs. BB            | Soblue                 | Nappy                | 02:42 |
| 13   | Ken är här              | Ken Ring & Rune Rotter |                      | 03:15 |
| 14   | Inger mer eller mindre  | Ken Ring & Rune Rotter | Ison & Fille & Sabo  | 03:40 |
| 15   | Scared of The Real Ones | Tommy Tee              |                      | 03:30 |
| 16   | Sista dansen            | Soblue                 |                      | 03:21 |